# Taguspark
O Taguspark é um parque de ciência e tecnologia localizado em Talaíde, na freguesia de Porto Salvo, em Oeiras. Encontra-se no extremo noroeste do concelho de Oeiras, fronteiro aos concelhos de Sintra e Cascais. Foi o primeiro parque tecnológico a nascer em Portugal, no ano de 1992, e actualmente encontram-se instaladas entidades como o ISQ (Instituto de Soldadura e Qualidade), parte da Portugal Telecom, Nokia Siemens Networks, Novo Banco e o Millennium BCP. Duas universidades também fazem parte deste parque tecnológico: o Instituto Superior Técnico e a Universidade Aberta. Fazem parte deste empreendimento diversos serviços de apoio, tais como Centro de Congressos, farmácia, restaurantes, agências bancárias e ginásios.
Em 2013 foi inaugurada a primeira fase da Praça Central, com a instalação da farmacêutica Novartis. Neste mesmo ano foi igualmente inaugurada uma residência de estudantes adjacente ao Instituto Superior Técnico com capacidade para alojar 82 alunos.
O Taguspark é considerado um dos principais parques tecnológicos da Europa.

## Ver Também
- GASTagus